# Astragalus caeruleus
Astragalus caeruleus es una especie de planta del género Astragalus, de la familia de las leguminosas, orden Fabales.
Fue descrita científicamente por Hort. Par. ex Bunge.